# ГАЕС Wivenhoe
ГАЕС Wivenhoe — гідроакумулювальна електростанція на сході Австралії. У своїй роботі використовує ресурси річки Брисбен, яка дренує східний схил Великого вододільного хребта та біля однойменного міста впадає у затоку Коралового моря Моретон-Бей. Станом на середину 2010-х четверта за потужністю ГЕС країни, яка поступається лише станціям Тумут 3, Муррей 1 і Муррей 2.
У межах проєкту на Брисбені створили нижній резервуар Wivenhoe, для чого перекрили річку кам'яно-накидною греблею висотою 59 метрів та довжиною 2300 метрів, яка потребувала 4,14 млн м3 матеріалу. Вона утримує водойму, витягнуту більш ніж на три десятки кілометрів долиною Брисбена, з площею поверхні 108 км2 та об'ємом 1165 млн м3.
Верхній резервуар Splityard Creek з площею поверхні 1 км2 та об'ємом 28,6 млн м3 облаштували в долині струмка Pryde Creek, лівої притоки Брисбена. Для цього звели так само кам'яно-накидну греблю висотою 76 метрів та довжиною 1140 метрів, яка потребувала 3,37 млн м3 матеріалу.
Машинний зал станції розташований на березі нижнього резервуару та за 0,3 км від верхнього сховища. Його обладнали двома турбінами типу Френсіс потужністю по 250 МВт, а також з'єднаними з ними у складі гідроагрегатів насосами. Це обладнання працює у гідроакумулювальному режимі при напорі від 64 до 117,5 метра та розраховане на виробництво 0,45 млрд кВт-год електроенергії на рік. Об'єм верхнього сховища дозволяє станції виробляти продукцію протягом 10 годин та потребує для зворотнього заповнення 14 годин.
Зв'язок з енергосистемою відбувається по ЛЕП, розрахованій на роботу під напругою 275 кВ.